# Con il cuore - Nel nome di Francesco
Con il cuore - Nel nome di Francesco, precedentemente noto come Nel nome del cuore (dal 2003 al 2011) e Con il cuore (2012), è un concerto a scopo benefico che si svolge annualmente ad Assisi dal 2003.

## Il programma
La manifestazione, realizzata inizialmente all'interno della Basilica di San Francesco, è stata in seguito realizzata alternativamente nel sagrato della Basilica superiore e nel sagrato della Basilica inferiore, e vanta ogni anno la presenza di alcuni dei volti più popolari del panorama musicale e culturale italiano. L'obiettivo della serata è la raccolta di fondi a favore delle opere di beneficenza dell'ordine francescano. La prima edizione, prevista in diretta in prima serata su Rai 1 con la conduzione di Milly Carlucci, venne in seguito trasmessa in differita per lasciare spazio ad uno speciale della trasmissione Porta a Porta dedicato allo scoppio della guerra in Iraq. Dopo alcuni cambiamenti di rete e del periodo di messa in onda, dal 2007 la manifestazione va in onda stabilmente su Rai 1 nel mese di giugno, ad eccezione della sesta edizione del 2008 andata in scena in luglio e delle edizioni del 2023 e 2025, andate in onda a maggio. Dal 2008 la serata è trasmessa in diretta con la conduzione di Carlo Conti, divenuto volto storico dell'evento. 
Nel 2014, a causa del maltempo che colpì la città di Assisi, la serata organizzata presso la piazza della Basilica Inferiore venne in tutta fretta allestita nella sala del refettorio della Basilica. La location, troppo piccola e inadatta per ospitare uno spettacolo televisivo, non dette la possibilità di accogliere tutti gli spettatori paganti, creando numerose polemiche e malumori tra i presenti.  Dalla sedicesima edizione del 2018 e sino alla ventiduesima del 2024 l'evento viene trasmesso anche in diretta radio su Rai Radio 1. Nel 2020, in seguito alla pandemia di COVID-19, per la prima volta il concerto si è svolto senza pubblico e con un unico ospite musicale, Gianni Morandi. Nel 2021, visto il protrarsi della pandemia, la serata si è svolta con la presenza di un pubblico ridotto seduto sul prato della Basilica e con soli 2 ospiti: Massimo Ranieri e Renato Zero, entrambi amici della manifestazione, già presenti in passato in diverse edizioni. Dal 2022 il concerto è tornato a svolgersi con la presenza del pubblico. Dal 2020 al 2024 è stato proposto in simultanea con le traduzioni in LIS per il pubblico di non udenti, mentre nel 2025 è stato reso accessibile con sottotitoli e audio descrizioni a cura di Rai Pubblica Utilità.

## Edizioni
| Edizione | Registrazione    | Messa in onda    | Rete televisiva | Conduzione                      | Ospiti | Location                                          |
| -------- | ---------------- | ---------------- | --------------- | ------------------------------- | --- | ------------------------------------------------- |
| 1ª       | 20 marzo 2003    | 25 marzo 2003    | Rai 1           | Milly Carlucci                  | Vittorio Sgarbi, Albano, Lino Banfi, Andrea Bocelli, Rossana Casale, Maria Grazia Cucinotta, Lucio Dalla, Katia Ricciarelli, Amii Stewart, Carlo Lucarelli, Mario Tozzi, All times Orchestra, Compagnia Teatrale ATMO Teatro del Fuoco                                                                                                 | Basilica Superiore di San Francesco               |
| 2ª       | 19 maggio 2004   | 27 maggio 2004   | Rai 2           | Natasha Stefanenko              | Claudio Baglioni, Fiorella Mannoia, Ron | Basilica Superiore di San Francesco               |
| 3ª       | 19 febbraio 2005 | 22 febbraio 2005 | Rai 2           | Monica Leofreddi                | Edoardo Bennato, Fiorella Mannoia, Lucio Dalla | Basilica Superiore di San Francesco               |
| 4ª       | 24 gennaio 2006  | 4 febbraio 2006  | Rai 2           | Gaia De Laurentiis              | Roberto Vecchioni, Antonello Venditti, Sergio Cammariere | Basilica Superiore di San Francesco               |
| 5ª       | 20 giugno 2007   | 22 giugno 2007   | Rai 1           | Caterina Balivo con Bruno Vespa | Lucio Dalla, Irene Grandi, Ron, Gino Paoli, Francesco Facchinetti | Sagrato della Basilica Inferiore di San Francesco |
| 6ª       | Diretta          | 11 luglio 2008   | Rai 1           | Carlo Conti                     | Massimo Ranieri, Giò Di Tonno e Lola Ponce, i Pooh, Ron, Ivana Spagna, Michele Zarrillo | Sagrato della Basilica Inferiore di San Francesco |
| 7ª       | Diretta          | 12 giugno 2009   | Rai 1           | Carlo Conti                     | Renato Zero, Raf, Tiziano Ferro, Malika Ayane, Alessandra Amoroso, Rosalia Misseri, Dado | Sagrato della Basilica Inferiore di San Francesco |
| 8ª       | Diretta          | 4 giugno 2010    | Rai 1           | Carlo Conti                     | Renato Zero, Massimo Ranieri, Malika Ayane, Francesco Renga, Irene Fornaciari, Nomadi, Rosalia Misseri, Matteo Macchioni | Sagrato della Basilica Inferiore di San Francesco |
| 9ª       | Diretta          | 15 giugno 2011   | Rai 1           | Carlo Conti                     | Renato Zero, Nek, Roberto Vecchioni, Raf, Noemi, Nair e Il Volo, Coro dei bambini del Teatro Carlo Gesualdo | Sagrato della Basilica Inferiore di San Francesco |
| 10ª      | Diretta          | 6 giugno 2012    | Rai 1           | Carlo Conti                     | Antonello Venditti, Umberto Tozzi, Pino Daniele, Emma, Antonino | Sagrato della Basilica Inferiore di San Francesco |
| 11ª      | Diretta          | 8 giugno 2013    | Rai 1           | Carlo Conti                     | Renato Zero, Massimo Ranieri, Marco Masini, Chiara, Simona Molinari, Fausto Leali, Rosalia Misseri, Nek, Davide Merlini e Giulia Luzi | Sagrato della Basilica Inferiore di San Francesco |
| 12ª      | Diretta          | 14 giugno 2014   | Rai 1           | Carlo Conti                     | Massimo Ranieri, Annalisa, Claudio Baglioni, Alex Britti, Bianca Atzei, Deborah Iurato, Dear Jack, Roby Facchinetti, Frate Alessandro, Laura Giordano, Rocco Hunt, Francesco Renga | Refettorio Basilica Inferiore di San Francesco    |
| 13ª      | Diretta          | 13 giugno 2015   | Rai 1           | Carlo Conti                     | Massimo Ranieri, Il Volo, Nek, Lorenzo Fragola, Marco Masini, Malika Ayane, Raf, Amara, Spandau Ballet, Francesca Michielin, Opera Pop | Sagrato della Basilica Inferiore di San Francesco |
| 14ª      | Diretta          | 3 giugno 2016    | Rai 1           | Carlo Conti                     | Franco Battiato, gli Stadio, Noemi, Francesca Michielin, Francesco Renga, Suor Cristina, Arisa, Ron, Annalisa, The Kolors, Piero Mazzocchetti, Francesco Gabbani, Ricchi e Poveri, Chiara Grispo, Irene Fornaciari, Paolo Vallesi, The Mario & Michelangelo                                                                            | Sagrato della Basilica Inferiore di San Francesco |
| 15ª      | Diretta          | 10 giugno 2017   | Rai 1           | Carlo Conti                     | Franco Battiato, Francesco Gabbani, Elodie, Marco Masini, Fabrizio Moro, Sergio Sylvestre, Maldestro, Amara, Paolo Vallesi, Giorgia, Nek, The Kolors, Federico Paciotti, Ramon Vargas, Carly Paoli, Max Laudadio e il Piccolo Coro Mariele Ventre                                                                                      | Sagrato della Basilica Inferiore di San Francesco |
| 16ª      | Diretta          | 19 giugno 2018   | Rai 1           | Carlo Conti                     | Albano, Edoardo Bennato, Ron, Nino Frassica, Noemi, Ermal Meta, Fabrizio Moro, Red Canzian, il Piccolo Coro Mariele Ventre, Marco Carta, Bianca Atzei, Orietta Berti | Sagrato della Basilica Inferiore di San Francesco |
| 17ª      | Diretta          | 10 giugno 2019   | Rai 1           | Carlo Conti                     | Nek, Francesco Renga, Fiorella Mannoia, Enrico Nigiotti, Fabrizio Moro, Simone Cristicchi, i Dear Jack, Pierdavide Carone, Paola Turci, Giovanni Allevi, Carly Paoli, Andrea Griminelli, Giò Di Tonno, Paolo Vallesi, Amara, Antonio Mezzancella, il Piccolo Coro Mariele Ventre, Enrico Brignano, Renzo Arbore e l'Orchestra Italiana | Sagrato della Basilica Inferiore di San Francesco |
| 18ª      | Diretta          | 9 giugno 2020    | Rai 1           | Carlo Conti                     | Gianni Morandi | Sagrato della Basilica Superiore di San Francesco |
| 19ª      | Diretta          | 8 giugno 2021    | Rai 1           | Carlo Conti                     | Massimo Ranieri e Renato Zero | Sagrato della Basilica Superiore di San Francesco |
| 20ª      | Diretta          | 10 giugno 2022   | Rai 1           | Carlo Conti                     | Nek, Francesco Gabbani, Malika Ayane, Al Bano e Raoul Bova | Sagrato della Basilica Superiore di San Francesco |
| 21ª      | Diretta          | 30 maggio 2023   | Rai 1           | Carlo Conti                     | Nek, Fiorella Mannoia, Pooh con Riccardo Fogli, Francesco Renga, Mr. Rain, Amii Stewart, Gianmarco Caroccia | Sagrato della Basilica Superiore di San Francesco |
| 22ª      | Diretta          | 6 giugno 2024    | Rai 1           | Carlo Conti                     | The Kolors, Ricchi e Poveri, Nomadi, Fausto Leali, Orietta Berti, Enrico Nigiotti, Maninni, Gaia Di Fusco, Giuseppe Gambi | Sagrato della Basilica Superiore di San Francesco |
| 23ª      | Diretta          | 24 maggio 2025   | Rai 1           | Carlo Conti                     | Lucio Corsi, Arisa, Coma Cose, Rocco Hunt, Marcella Bella, Simone Cristicchi, Amara, Settembre, Gabriele Cirilli, Coro e orchestra della basilica di San Francesco d'Assisi | Sagrato della Basilica Superiore di San Francesco |

## Ascolti
| Edizione | Anno | Collocazione   | Ascolti        | Ascolti | Ascolti |
| Edizione | Anno | Collocazione   | Telespettatori | Share   | Fonte   |
| -------- | ---- | -------------- | -------------- | ------- | ------- |
| 1ª       | 2003 | Prima serata   | 3 797 000      | 14,00%  | [ 5 ]   |
| 2ª       | 2004 | Seconda serata | 1 200 000      | 14,00%  | [ 6 ]   |
| 3ª       | 2005 | Seconda serata | 650 000        | 7,00%   | –       |
| 4ª       | 2006 | Day-time       | 1 050 000      | 11,00%  | [ 7 ]   |
| 5ª       | 2007 | Prima serata   | 2 708 000      | 15,38%  | [ 8 ]   |
| 6ª       | 2008 | Prima serata   | 3 008 000      | 18,50%  | [ 9 ]   |
| 7ª       | 2009 | Prima serata   | 4 459 000      | 21,27%  | [ 10 ]  |
| 7ª       | 2009 | Prima serata   | 3 168 000      | 21,52%  | [ 10 ]  |
| 8ª       | 2010 | Prima serata   | 5 539 000      | 24,63%  | [ 11 ]  |
| 8ª       | 2010 | Prima serata   | 4 293 000      | 26,37%  | [ 11 ]  |
| 9ª       | 2011 | Prima serata   | 3 495 000      | 14,20%  | [ 12 ]  |
| 10ª      | 2012 | Prima serata   | 2 960 000      | 11,85%  | [ 13 ]  |
| 11ª      | 2013 | Prima serata   | 4 119 000      | 18,84%  | [ 14 ]  |
| 12ª      | 2014 | Prima serata   | 4 135 000      | 19,05%  | [ 15 ]  |
| 13ª      | 2015 | Prima serata   | 3 542 000      | 19,21%  | [ 16 ]  |
| 14ª      | 2016 | Prima serata   | 3 373 000      | 15,76%  | [ 17 ]  |
| 15ª      | 2017 | Prima serata   | 3 024 000      | 18,18%  | [ 18 ]  |
| 16ª      | 2018 | Prima serata   | 3 017 000      | 14,80%  | [ 19 ]  |
| 17ª      | 2019 | Prima serata   | 2 525 000      | 12,30%  | [ 20 ]  |
| 18ª      | 2020 | Prima serata   | 3 209 000      | 14,20%  | [ 21 ]  |
| 19ª      | 2021 | Prima serata   | 2 542 000      | 13,20%  | [ 22 ]  |
| 20ª      | 2022 | Prima serata   | 2 396 000      | 17,00%  | [ 23 ]  |
| 21ª      | 2023 | Prima serata   | 2 899 000      | 17,72%  | [ 24 ]  |
| 22ª      | 2024 | Prima serata   | 2 375 000      | 15,55%  | [ 25 ]  |
| 23ª      | 2025 | Prima serata   | 2 429 000      | 18,00%  | [ 26 ]  |